# Aïn El Arbaa
Aïn El Arbaa est une commune de la wilaya de Aïn Témouchent en Algérie.

## Géographie
|                   | Misserghin (Grande Sebkha) (Wilaya d'Oran) |            |
| Hammam Bou Hadjar | Aïn El Arba                                | Oued Sabah |
|                   | Sidi Boumedienne                           |            |

## Toponymie
Le village tire son nom de « عين »  (ain, œil, source) et de « الاربعاء » (el arba', le mercredi), ce qui donne littéralement « œil ou source du mercredi ».